# مبنى البرلمان المجري
مبنى البرلمان المجري (بالمجرية: Országház) ، و الذي يعني (بيت كل المجريين) ، هو مقر الجمعية الوطنية المجرية أي السلطة التشريعية للبلاد، ويعد البرلمان المجري الذي يقع في الضفة الشرقية لنهر الدانوب، مثالاً على العمارة القوطية الحديثة ذات عناصر من أسلوب عصر النهضة والباروك، أمر ببنائه في عام 1880م، وتم الانتهاء منه بعد 24 عاماً، يبلغ ارتفاعه 314 قدماً ويبلغ طوله 880 قدماً ، و يجعله ذلك أحد المباني البرلمانية الضخمة في العالم.

## مراحل البناء
أمر ببنائه في عام 1880م و تم البدء ببنائه في 1885م و افتتح جزء منه في 1896م و إكتمل بنائه بشكل كامل عام 1904م، وشارك في بنائه نحو 1000 شخص وتم استخدام 40 مليون قالب طوب ونصف مليون قطعة من الأحجار الكريمة و 88 رطلاً من الذهب.

## مقراً للسلطة التشريعية الهنغارية
يعد هيكله الداخلي موطناً للجمعية الوطنية المجرية، أي السلطة التشريعية للبلاد، يتكون المبنى من قاعتين وهما قاعة المجلس الوطني وهو (المجلس الأعلى) ويقع في الجناح الشمالي من المبنى، ومجلس النواب وهو (المجلس الأدنى) ويقع في الجناح الجنوبي من المبنى، وتعكس القاعتين بعضهما البعض ويمكن للسياح زيارتهما في أوقات محددة.

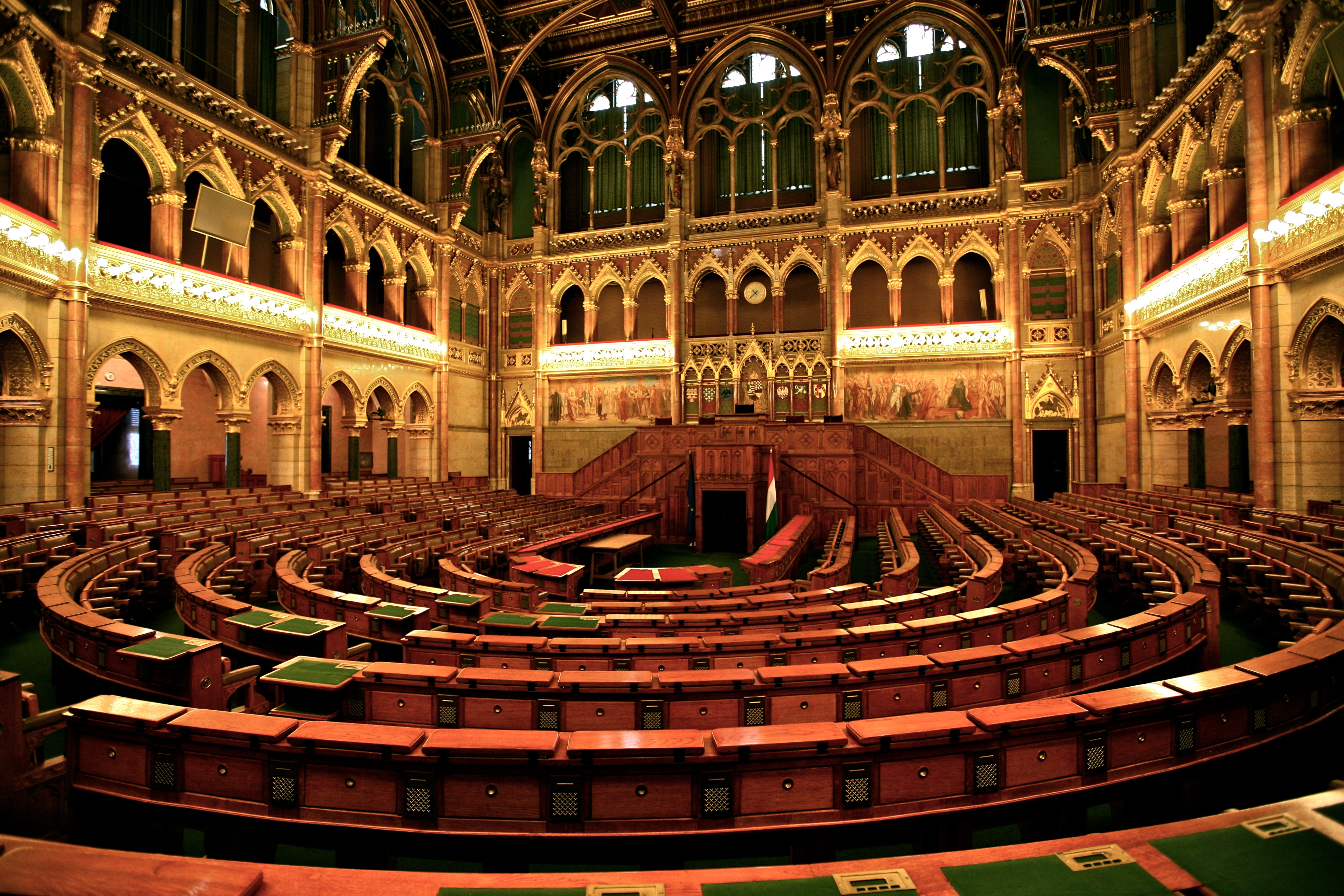
إحدى قاعة اجتماع السلطة التشريعية

## المزيد عن المبنى
يتصل باقي المبنى الذي يتكون من 10 ساحات، ومئات المكاتب، ونظام من الأروقة اللانهائية، إضافة إلى سجادة حمراء يصل طولها إلى ميلين تقريباً، ومن الأشياء المميزة فيه هو احتوائه لـتاج الأمة و الذي يعتبر الرمز الأهم في البلاد ويتواجد على الشعار الرسمي للجمهورية الذي تم ارتدائه من قبل 50 حاكماً تقريباً وحكم أولهم في القرن الثاني عشر ويتواجد التاج محمياً في زجاج مضاد للرصاص ومحمياً بحراسة مشددة معروضاً في وسط البرلمان، ومثل الكنوز الذي يحتوي عليها، يشع المبنى نفسه.

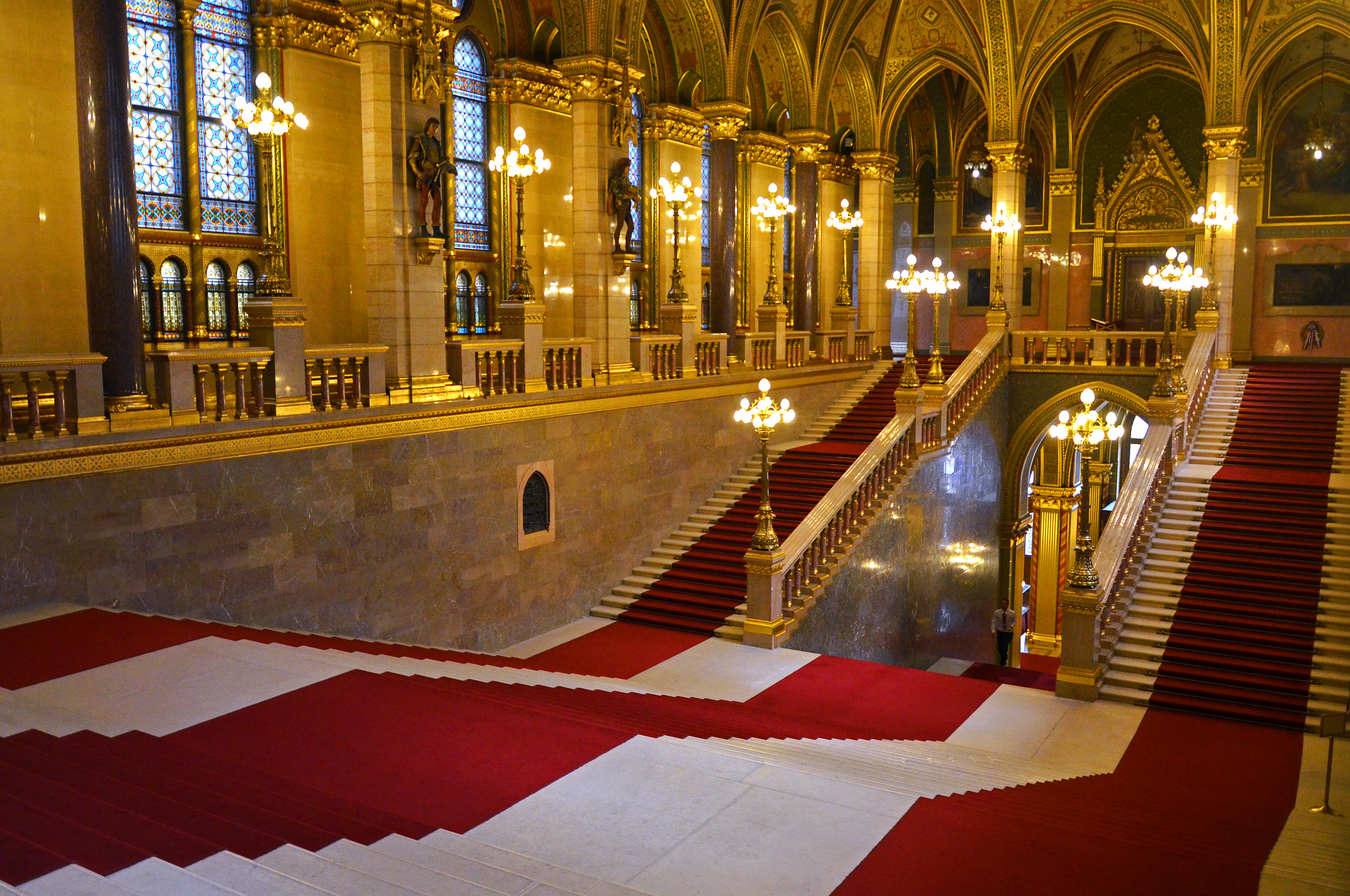
إحدى اجزاء المبنى يظهر السلالم المزدوجة و السجاد الأحمر الشهير.

## صور عن المبنى

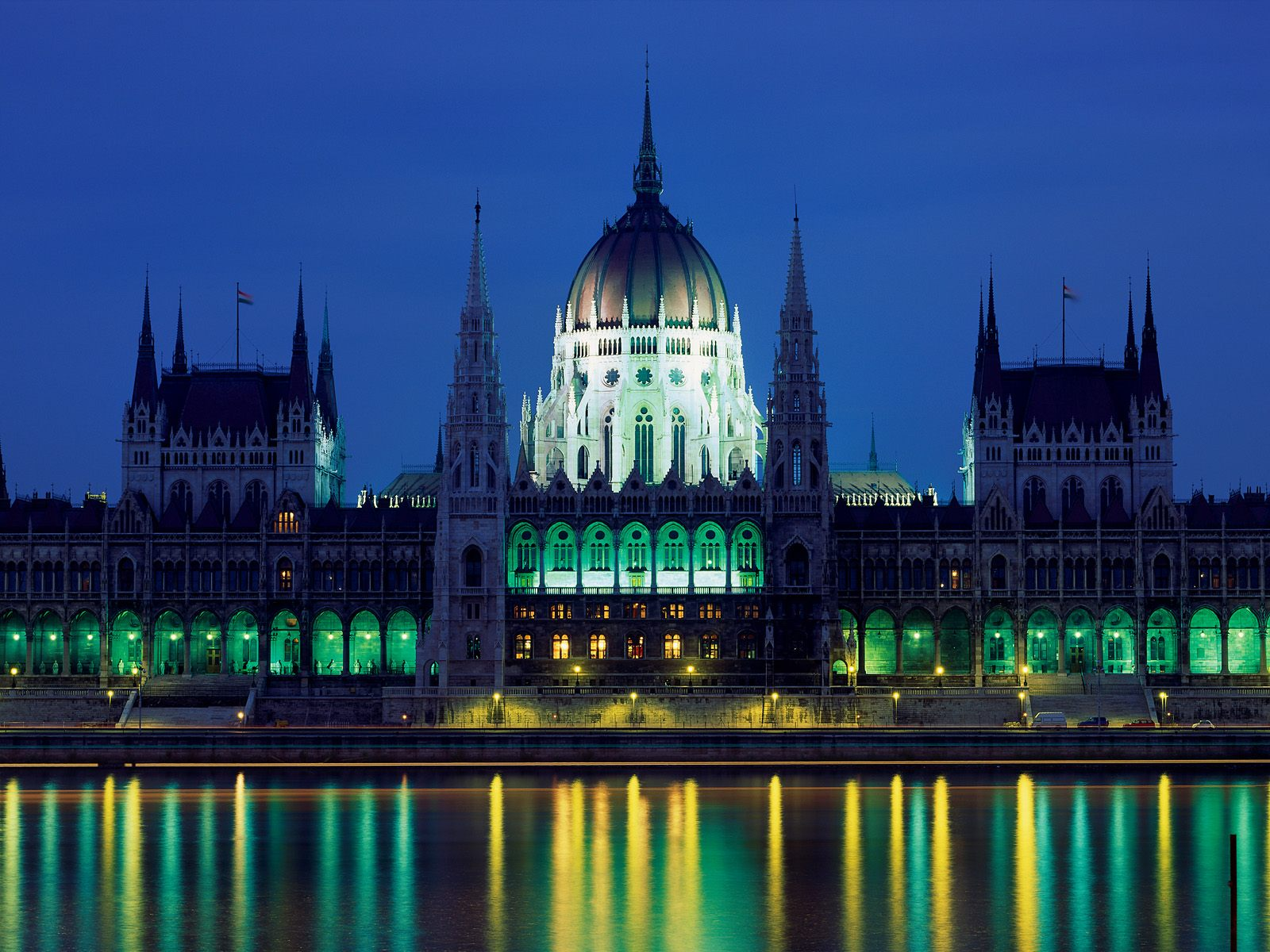
مبنى البرلمان ليلاً
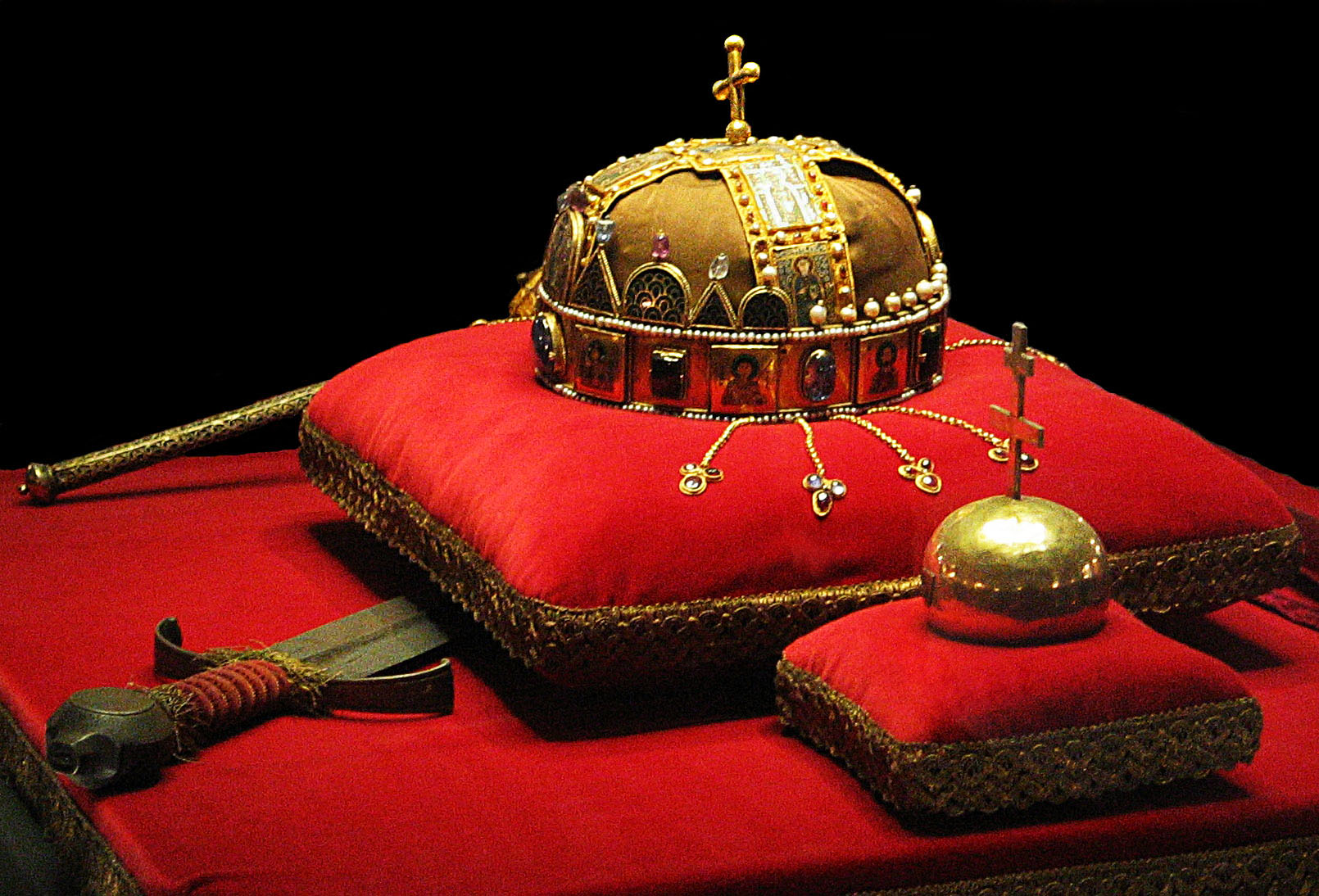
تاج الأمة المحفوظ داخل المبنى
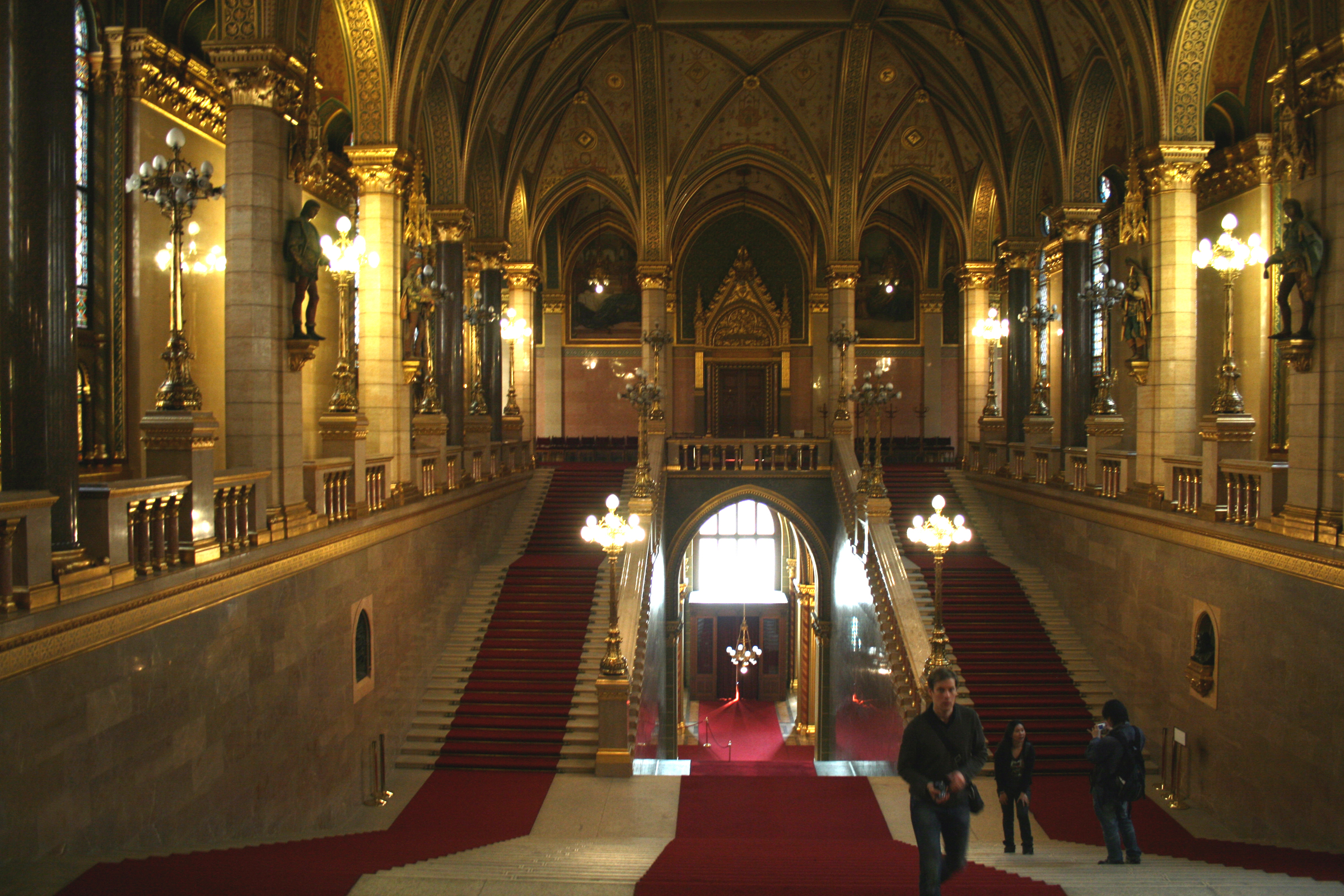
المبنى من الداخل
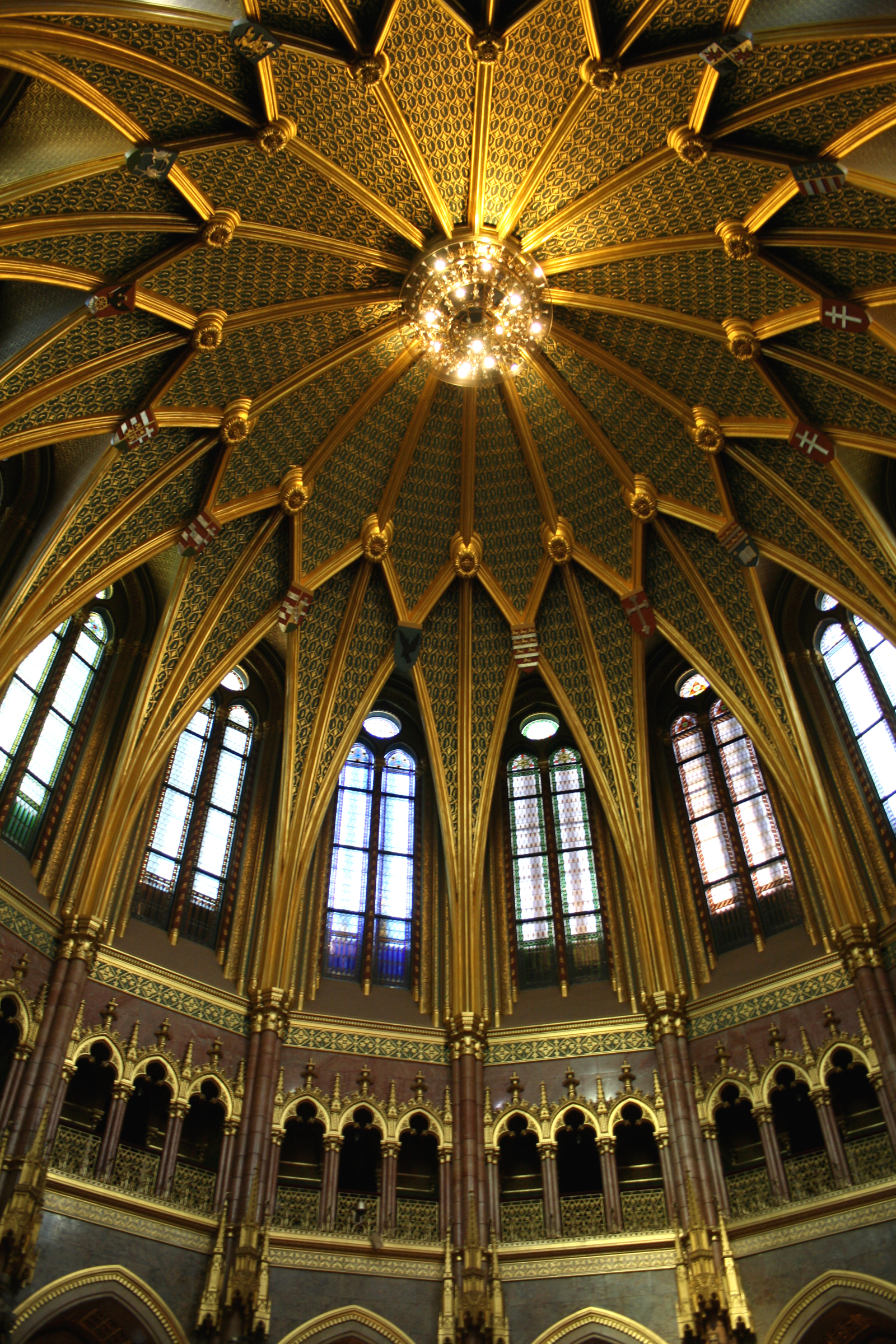
القبة من الداخل
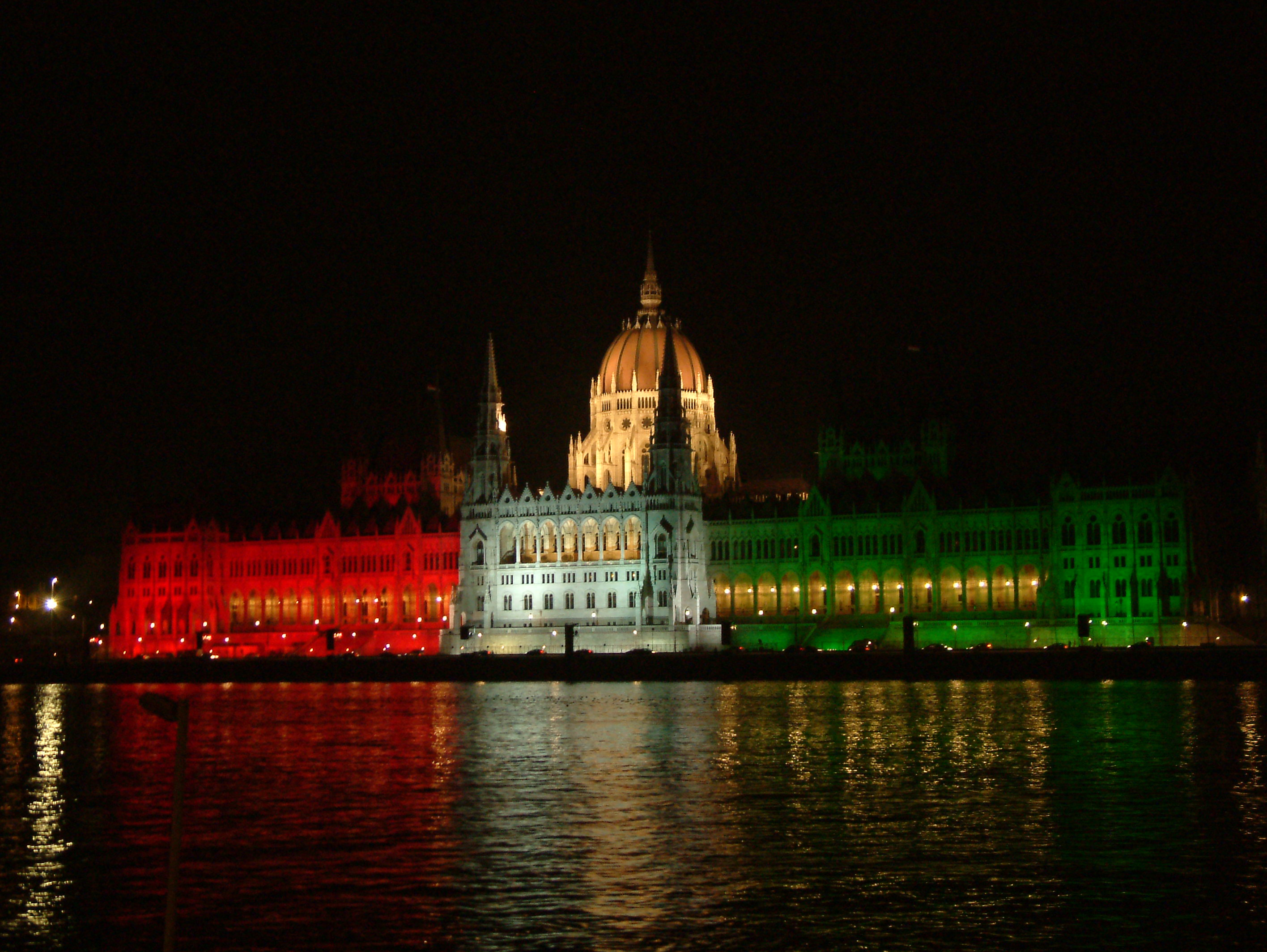
المبنى وهو مضاء بألوان علم الجمهورية
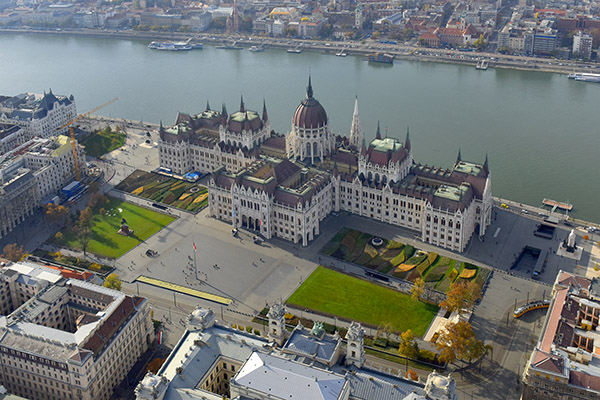
صورة جوية للجهة الخلفية للمبنى